# Hottentotsuikerbos
De Hottentotsuikerbos (Protea lacticolor Salisb.)  is een endemische plant uit het geslacht Protea uit een klein gebied in de Zuid-Afrikaanse provincie West-Kaap tussen Bainskloof en de Hottentots-Hollandbergen. De populatie is sterk gefragmenteerd in acht locaties en dennenbomen van vreemde herkomst zijn het gebied binnengedrongen. Op de Zuid-Afrikaans Rode Lijst staat de soort sinds 2005 genoteerd als bedreigd (EN B1ab(i)+2ab(i)).

## Namen
De protea krijgt soms ook de naam witsuikerbos, maar deze benaming wordt vaak ook toegekend aan een veel minder zeldzame soort P. mundii In het Engels heet hij gewoonlijk Hottentot Sugarbush or Hottentot's Holland Sugarbush.

## Beschrijving
De groenblijvende plant is een grote struik of een kleine boom met een enkele hoofdstam, die in slanke vorm oprijst en bedekt is met blauwgroene bladeren met een roodachtige rand. De jonge bladeren zijn behaard. De bloemen zijn ovaal of trechtervormig en niet al te groot: 6-8 cm lang. De schutbladen variëren van gebroken wit tot rose in kleur.